# Galaxias occidentalis
Galaxias occidentalis — вид прісноводних корюшкоподібних риб родини Галаксієві (Galaxiidae). Вид мешкає у річках Західної Австралії. Максимальна довжина тіла сягає 19 см.